# Главинци
Главинци су насељено место града Јагодине у Поморавском округу. Према попису из 2022. има 410 становника (према попису из 2011. било је 524 становника).
Овде се налази Запис храст (Главинци).

## Историја
До Другог српског устанка Главинци су се налазили у саставу Османског царства. Након Другог српског устанка Главинци улазе у састав Кнежевине Србије и административно су припадали Јагодинској нахији и Темнићској кнежини све до 1834. године када је Србија подељена на сердарства.
Овде је 2017. године подигнут споменик српском сељаку.

## Демографија
У насељу Главинци живи 526 пунолетних становника, а просечна старост становништва износи 45,4 година (44,6 код мушкараца и 46,1 код жена). У насељу има 235 домаћинстава, а просечан број чланова по домаћинству је 2,71.
Ово насеље је великим делом насељено Србима (према попису из 2002. године), а у последња три пописа, примећен је пад у броју становника.
|  |

| Демографија | Демографија | Демографија |
| Година      | Становника  | Становника  |
| ----------- | ----------- | ----------- |
| 1948.       | 902         |             |
| 1953.       | 762         |             |
| 1961.       | 790         |             |
| 1971.       | 796         |             |
| 1981.       | 730         |             |
| 1991.       | 700         | 680         |
| 2002.       | 636         | 668         |
| 2011.       | 524         |             |
| 2022.       | 410         |             |

| Етнички састав према попису из 2002.‍ | Етнички састав према попису из 2002.‍ | Етнички састав према попису из 2002.‍ | Етнички састав према попису из 2002.‍ | Етнички састав према попису из 2002.‍ |
| ------------------------------------ | ------------------------------------ | ------------------------------------ | ------------------------------------ | ------------------------------------ |
|                                      |                                      |                                      |                                      |                                      |
| Срби                                 | Срби                                 |                                      | 609                                  | 95,75%                               |
| Црногорци                            | Црногорци                            |                                      | 2                                    | 0,31%                                |
| Хрвати                               | Хрвати                               |                                      | 1                                    | 0,15%                                |
| Немци                                | Немци                                |                                      | 1                                    | 0,15%                                |
| непознато                            | непознато                            |                                      | 10                                   | 1,57%                                |

| Главинци у пописима Јагодинске нахије — од 1818. до 1829.                         |       |       |       |       |       |       |          |       |       |       |       |       |
| Година пописа                                                                     | 1818. | 1819. | 1820. | 1821. | 1822. | 1823. | 1824/25. | 1825. | 1826. | 1827. | 1828. | 1829. |
| Куће                                                                              | 18    | 19    | 18    | 18    | 18    | 19    | 19       | 19    | 19    | 19    | 19    | 19    |
| Пореске главе*                                                                    | -     | 22    | 24    | 23    | 23    | 25    | 25       | 24    | 24    | 24    | 25    | 26    |
| Арачке главе**                                                                    | 40    | 46    | 48    | 53    | 52    | 54    | 56       | 50    | 59    | 57    | 63    | 65    |
| *Пореске главе = Ожењени мушкарци \| ** Арачке главе = Мушкарци од 7 до 70 година |       |       |       |       |       |       |          |       |       |       |       |       |

| Година пописа     | 1948. | 1953. | 1961. | 1971. | 1981. | 1991. | 2002. |
| ----------------- | ----- | ----- | ----- | ----- | ----- | ----- | ----- |
| Број домаћинстава | 161   | 145   | 169   | 195   | 214   | 215   | 235   |

| Број чланова      | 1  | 2  | 3  | 4  | 5  | 6  | 7 | 8 | 9 | 10 и више | Просек |
| ----------------- | -- | -- | -- | -- | -- | -- | - | - | - | --------- | ------ |
| Број домаћинстава | 51 | 80 | 32 | 48 | 10 | 11 | 3 | 0 | 0 | 0         | 2,71   |

| Пол    | Укупно | Неожењен/Неудата | Ожењен/Удата | Удовац/Удовица | Разведен/Разведена | Непознато |
| ------ | ------ | ---------------- | ------------ | -------------- | ------------------ | --------- |
| Мушки  | 266    | 62               | 190          | 11             | 3                  | 0         |
| Женски | 286    | 30               | 198          | 54             | 4                  | 0         |
| УКУПНО | 552    | 92               | 388          | 65             | 7                  | 0         |

| Пол    | Укупно                    | Пољопривреда, лов и шумарство | Рибарство                            | Вађење руде и камена | Прерађивачка индустрија       |
| ------ | ------------------------- | ----------------------------- | ------------------------------------ | -------------------- | ----------------------------- |
| Мушки  | 129                       | 19                            | 0                                    | 0                    | 67                            |
| Женски | 144                       | 91                            | 0                                    | 0                    | 20                            |
| УКУПНО | 273                       | 110                           | 0                                    | 0                    | 87                            |
| Пол    | Производња и снабдевање   | Грађевинарство                | Трговина                             | Хотели и ресторани   | Саобраћај, складиштење и везе |
| Мушки  | 7                         | 5                             | 18                                   | 0                    | 5                             |
| Женски | 3                         | 0                             | 16                                   | 4                    | 1                             |
| УКУПНО | 10                        | 5                             | 34                                   | 4                    | 6                             |
| Пол    | Финансијско посредовање   | Некретнине                    | Државна управа и одбрана             | Образовање           | Здравствени и социјални рад   |
| Мушки  | 0                         | 1                             | 2                                    | 1                    | 1                             |
| Женски | 0                         | 0                             | 0                                    | 2                    | 5                             |
| УКУПНО | 0                         | 1                             | 2                                    | 3                    | 6                             |
| Пол    | Остале услужне активности | Приватна домаћинства          | Екстериторијалне организације и тела | Непознато            | Непознато                     |
| Мушки  | 3                         | 0                             | 0                                    | 0                    | 0                             |
| Женски | 2                         | 0                             | 0                                    | 0                    | 0                             |
| УКУПНО | 5                         | 0                             | 0                                    | 0                    | 0                             |